# Thomisus zaheeri
Thomisus zaheeri là một loài nhện trong họ Thomisidae.
Loài này thuộc chi Thomisus. Thomisus zaheeri được miêu tả năm 2008 bởi Parveen et al..